# Hwan sud-coréen
Le hwan (hangeul : 환 ; hanja : 圜) était la monnaie de la Corée du Sud du 15 février 1953 au 9 juin 1962 et était géré par la banque de Corée. Il a été introduit en remplacement du premier won sud-coréen qui avait trop souffert de l'inflation. Bien que celle-ci ralentisse, la dévaluation se poursuit avec le hwan. Son taux de change avec le dollar US passe de 60 hwans pour 1 dollar lors de son introduction à 180 hwans/$ le 15 décembre 1953, 500 hwans/$ le 15 aout 1955, 650 hwans/$ le 23 février 1960, 1000 hwans/$ le 1er janvier 1961 et finalement 1250 hwans/$ le 2 février 1961. Peu après, il est remplacé par le deuxième won sud-coréen à un taux de 1 won pour 10 hwans. Les pièces de 10 et 50 hwans sont restées en circulation jusqu'au 22 mars 1975.

## Billets et pièces
Pendant longtemps, seuls des billets ont été en circulation, les premières pièces n'ont été introduites qu'en octobre 1959. Les textes sur les billets étaient écrits en caractères chinois (hanja) et en anglais, seule la valeur était aussi indiquée avec des caractères coréens (hangeul) . Elles sont écrites de droite à gauche suivant le sens traditionnel.
Les premiers billets ont été imprimés aux États-Unis par le bureau d'impression du gouvernement (1, 5, 10, 100 et 1000 hwans). Ils comportent une erreur notable : le terme hwan n'est écrit qu'en hanja tandis que l'anglais et le hangeul indique won.
Successivement, des nouveaux billets imprimés en Corée par KOMSCO (en) sont introduits. Il s'agit d'abord d'un billet de 10 hwans représentant Namdaemun, la principale porte de Séoul, puis des billets de 100 hwans (le 18 décembre 1953), de 500 hwans (le 26 mars 1956) et de 1000 hwans (le 26 mars 1957), ces trois derniers billets portant le portrait du président en fonction, Syngman Rhee.
Les premières pièces sont mises en circulation en 1959 (10, 50 et 100 hwans), elles sont fabriquées à l'hôtel des monnaies de Philadelphie aux États-Unis. Elles sont libellées en anglais et en hangeul. L'année de fabrication est indiquée selon le calendrier coréen, soit l'an 4292 pour 1959.

### Billets américains
| Image   | Image  | Valeur   | Dimensions  | Couleur principale | Description                                                        | Description                                                       | Date de         | Date de      |
| Endroit | Envers | Valeur   | Dimensions  | Couleur principale | Endroit                                                            | Envers                                                            | Sortie          | Retrait      |
| ------- | ------ | -------- | ----------- | ------------------ | ------------------------------------------------------------------ | ----------------------------------------------------------------- | --------------- | ------------ |
|         |        | 1 hwan   | 111 × 54 mm | Rose               | Nom de la banque (hanja), valeur (hangeul et hanja)                | Nom de la banque et valeur (anglais), symbole national (hibiscus) | 17 février 1953 | 10 juin 1962 |
|         |        | 5 won    | 111 × 54 mm | Rouge              | Nom de la banque (hanja), valeur (hangeul et hanja)                | Nom de la banque et valeur (anglais), symbole national (hibiscus) | 17 février 1953 | 10 juin 1962 |
|         |        | 10 won   | 156 × 66 mm | Pourpre            | Nom de la banque (hanja), valeur (hangeul et hanja), bateau tortue | Nom de la banque et valeur (anglais), symbole national (hibiscus) | 17 février 1953 | 10 juin 1962 |
|         |        | 100 won  | 156 × 66 mm | Vert               | Nom de la banque (hanja), valeur (hangeul et hanja), bateau tortue | Nom de la banque et valeur (anglais), symbole national (hibiscus) | 17 février 1953 | 10 juin 1962 |
|         |        | 1000 won | 156 × 66 mm | Brun               | Nom de la banque (hanja), valeur (hangeul et hanja), bateau tortue | Nom de la banque et valeur (anglais), symbole national (hibiscus) | 17 février 1953 | 10 juin 1962 |

### Billets coréens
| Image   | Image  | Valeur     | Dimensions  | Description             | Description                              | Date de          | Date de      |
| Endroit | Envers | Valeur     | Dimensions  | Endroit                 | Envers                                   | Sortie           | Retrait      |
| ------- | ------ | ---------- | ----------- | ----------------------- | ---------------------------------------- | ---------------- | ------------ |
|         |        | 10 hwans   | 156 × 66 mm | Namdaemun               | Haegeumgang près de Geoje                | 17 mars 1953     | 10 juin 1962 |
|         |        | 10 hwans   | 156 × 66 mm | Namdaemun               | Haegeumgang près de Geoje                | 15 décembre 1953 | 10 juin 1962 |
|         |        | 50 hwans   | 149 × 66 mm | Porte de l'indépendance | Yi Sun-sin, bateau tortue                | 15 aout 1958     | 10 juin 1962 |
|         |        | 100 hwans  | 156 × 66 mm | Syngman Rhee            | Porte de l'indépendance                  | 18 décembre 1953 | 10 juin 1962 |
|         |        | 100 hwans  | 156 × 66 mm | Syngman Rhee            | Porte de l'indépendance                  | 1er février 1954 | 10 juin 1962 |
|         |        | 100 hwans  | 156 × 66 mm | Syngman Rhee            | Valeur                                   | 26 mars 1957     | 10 juin 1962 |
|         |        | 100 hwans  | 156 × 66 mm | Mère et son enfant      | Porte de l'indépendance                  | 16 mai 1962      | 10 juin 1962 |
|         |        | 500 hwans  | 156 × 73 mm | Syngman Rhee            | Valeur                                   | 26 mars 1956     | 10 juin 1962 |
|         |        | 500 hwans  | 156 × 73 mm | Syngman Rhee            | Valeur                                   | 15 aout 1958     | 10 juin 1962 |
|         |        | 500 hwans  | 156 × 73 mm | Sejong le Grand         | Bâtiment principal de la banque de Corée | 19 avril 1961    | 10 juin 1962 |
|         |        | 1000 hwans | 166 × 73 mm | Syngman Rhee            | Symbole national                         | 26 mars 1957     | 10 juin 1962 |
|         |        | 1000 hwans | 165 × 73 mm | Sejong le Grand         | Torche                                   | 15 aout 1960     | 10 juin 1962 |

### Pièces
| Image   | Image  | Valeur    | Paramètres techniques | Paramètres techniques | Paramètres techniques               | Description                                       | Description                                         | Date de              | Date de         | Date de      |
| Endroit | Envers | Valeur    | Diamètre              | Poids                 | Composition                         | Endroit                                           | Envers                                              | Première fabrication | Sortie          | Retrait      |
| ------- | ------ | --------- | --------------------- | --------------------- | ----------------------------------- | ------------------------------------------------- | --------------------------------------------------- | -------------------- | --------------- | ------------ |
|         |        | 10 hwans  | 19,1 mm               | 2,46 g                | Cuivre 95 % zinc 5 %                | Hibiscus, valeur, nom de la banque (hangeul)      | Valeur, nom du pays (anglais), année de fabrication | (4292)               | 20 octobre 1959 | 22 mars 1975 |
|         |        | 50 hwans  | 22,86 mm              | 3,69 g                | Cuivre 70 % Zinc 18 % Nickel 12 %   | bateau tortue, valeur, nom de la banque (hangeul) | Valeur, nom du pays (anglais), année de fabrication | (4292)               | 20 octobre 1959 | 22 mars 1975 |
|         |        | 100 hwans | 26,0 mm               | 6,74 g                | Cupronickel cuivre 75 % nickel 25 % | Syngman Rhee, valeur, nom de la banque (hangeul)  | Valeur, nom du pays (anglais), année de fabrication | (4292)               | 30 octobre 1959 | 10 juin 1962 |